# Kosuke Koyama
Kosuke Koyama 小山 晃佑 Koyama Kōsuke (* 10. Dezember 1929 in Tokio; † 25. März 2009 in Springfield, Massachusetts) war ein japanischer protestantischer Theologe und Hochschullehrer. Er war ein Mitglied der Vereinigten Kirche Christi in Japan.

## Leben
Koyama ließ sich 1942 als Jugendlicher in die „Religion des Feindes“ taufen. Er beschrieb rückblickend, wie die Verwüstung Tokios durch das amerikanische Dauerbombardement für ihn mit der Zeit religiöse Bedeutung bekam. Er habe seine eigene naturorientierte Religiosität und den Kaiser- und Sonnenkult kritisch gesehen, und die Bibel sei für ihn zu einer Herausforderung geworden. Er studierte am Tokyo Union Theological Seminary, an der Drew University und am Princeton Theological Seminary, wo er 1959 promovierte. Sodann wurde er von seiner Kirche als Missionar nach Thailand entsandt. Die Jahre als Missionar (1960 bis 1968) waren für ihn eine prägende Erfahrung, die er als seine „Wiederentdeckung Asiens“ bezeichnete. 1968 wurde er Dekan der South East Asia Graduate School of Theology in Singapur und Herausgeber der Fachzeitschrift The South East Asia Journal of Theology. Von 1974 bis 1978 unterrichtete er an der Universität von Otago, (Neuseeland) und von 1980 bis zu seiner Emeritierung 1996 am Union Theological Seminary in Manhattan.

## Lehre
Koyamas Werk wirkte inspirierend für das ökumenische und interreligiöse Gespräch. Christentum und Buddhismus hätten einander nichts zu sagen, Christen und Buddhisten aber sehr wohl. Seine bekannteste Veröffentlichung ist Water Buffalo Theology (1974). Das Buch gilt als Beginn einer eigenständigen asiatischen christlichen Theologie. In einer eher poetischen als akademischen Weise reflektiert der Autor seine Erfahrungen als Missionar unter thailändischen Reisbauern. „Auf dem Weg zur Dorfkirche sehe ich jedesmal eine Herde Wasserbüffel, die in einem schlammigen Reisfeld grasen. Die Wasserbüffel sagen mir, dass ich diese Bauern mit ganz einfachen Sätzen ansprechen muss. Sie erinnern mich daran, all diese abstrakten Ideen aufzugeben und nur Objekte zu benennen, die sinnlich erfahrbar sind. Klebriger Reis, Banane, Pfeffer, Hund, Katze, Fahrrad, Regenzeit, undichtes Haus, Fischen, Hahnenkampf, Lotterie, Bauchschmerzen – das sind für sie sinnvolle Wörter. Heute morgen – sage ich mir – versuche ich das Evangelium mit dem Medium des Hahnenkampfes zu vermitteln.“ (Water Buffalo Theology, S. vii f.) Indem er die Bildsprache des Theravada-Buddhismus und des Christentums verband, suchte er eine thailändische „Theologie von unten“ zu entwickeln.
Ein anderes Buch Koyamas, Three Mile an Hour God (1980), entwickelt den Gedanken, dass Gott auf dem Lande mit dem Tempo eines Fußgängers unterwegs sei.

## Veröffentlichungen
- Water Buffalo Theology. Orbis Books, Maryknoll (1974) 1999.
- Mount Fuji and Mount Sinai: A Critique of Idols. Orbis Books, Maryknoll 1985.
- Three Mile an Hour God. Orbis Books, Maryknoll 1980.